# La Meignanne
La Meignanne è un comune francese di 2 219 abitanti situato nel dipartimento del Maine e Loira nella regione dei Paesi della Loira. Dal 1º gennaio 2016 è accorpato al nuovo comune di Longuenée-en-Anjou, insieme ai comuni di La Membrolle-sur-Longuenée e Le Plessis-Macé.

## Società

### Evoluzione demografica
Abitanti censiti